# 李樾
李樾（1918年—1975年），男，山西朔县人，中华人民共和国军事人物，曾任中国人民解放军兰州军区副政治委员。